# 성세창 제시 미원계회도
성세창 제시 미원계회도(成世昌 題詩 薇垣契會圖)는 서울특별시 용산구ㅡ 국립중앙박물관에 있는 조선시대의 그림이다. 1986년 10월 15일 대한민국의 보물 제868호로 지정되었다.

## 개요
성세창 제시 미원계회도(成世昌 題詩 薇垣契會圖)는 풍류를 즐기고 친목을 도모하는 문인들의 모임을 그린 계회도로, 크기는 가로 49cm, 세로 57cm이며 누가 그렸는지는 알 수 없다.
화면 윗부분에 ‘미원계회도(薇垣契會圖)’라는 제목이 적혀 있는데, 미원이란 사간원을 일컫는 말로 사간원의 계회장면을 나타낸 것이다. 중간에는 산수를 배경으로 계회의 모습이 조그맣게 묘사되었다. 근경에는 소나무 두 그루가 언덕 위에 있고 아래쪽에는 계회를 열고 있는 모습이 보이며 그 뒤로 산봉우리를 배치하였다. 왼쪽으로는 강에 배 한 척을 띄워 운치와 시정을 자아내고 있다. 하단에는 계회에 참여한 사람들의 관직, 성명, 본관 등을 기록해 놓았으며 그림 위쪽으로는 성세창의 글이 있어 중종 35년(1540)에 제작된 것임을 알 수 있다.
조선 전기의 전형적인 양식을 보여주고 있으며 오른쪽으로 치우친 편파구도를 하고 있다. 산수의 배경이 화면 대부분을 차지하고 계회의 모습이 작게 상징적으로만 나타나 자연을 중시하던 당시의 풍조가 엿보인다. 현전하는 국내 계회도 중 가장 오래된 작품으로, 16세기 중엽 유행하던 안견파의 화풍과 계회도의 제반형식을 잘 나타낸 작품이다.

## 참고 자료
- 성세창 제시 미원계회도 - 국가유산청 국가유산포털